# Charity Glacier
Charity Glacier är en glaciär i Antarktis. Den ligger i Sydshetlandsöarna. Argentina, Chile och Storbritannien gör anspråk på området. Charity Glacier ligger 318 meter över havet.
Terrängen runt Charity Glacier är varierad. Havet är nära Charity Glacier åt sydväst. Trakten är glest befolkad. Närmaste befolkade plats är St. Kliment Ohridski Base, 11,1 kilometer norr om Charity Glacier.